# Wayne (condado de Lafayette, Wisconsin)
Wayne es un pueblo ubicado en el condado de Lafayette en el estado estadounidense de Wisconsin. En el Censo de 2010 tenía una población de 490 habitantes y una densidad poblacional de 5,15 personas por km².

## Geografía
Wayne se encuentra ubicado en las coordenadas 42°32′53″N 89°53′21″O / 42.54806, -89.88917. Según la Oficina del Censo de los Estados Unidos, Wayne tiene una superficie total de 95.21 km², de la cual 95.12 km² corresponden a tierra firme y (0.1%) 0.09 km² es agua.

## Demografía
Según el censo de 2010, había 490 personas residiendo en Wayne. La densidad de población era de 5,15 hab./km². De los 490 habitantes, Wayne estaba compuesto por el 98.78% blancos, el 0.82% eran afroamericanos, el 0.2% eran amerindios, el 0% eran asiáticos, el 0% eran isleños del Pacífico, el 0% eran de otras razas y el 0.2% pertenecían a dos o más razas. Del total de la población el 2.45% eran hispanos o latinos de cualquier raza.